# Wachau
Wachau este o zonă de 36 km lungime de-a lungul Dunării, care cuprinde 13 localități. Ea  e marcată printr-o multitudine de sate si orașe pitorești, o diversitate deosebită a naturii și prin terenuri terasate viticole.

## Galerie de imagini

Wachau
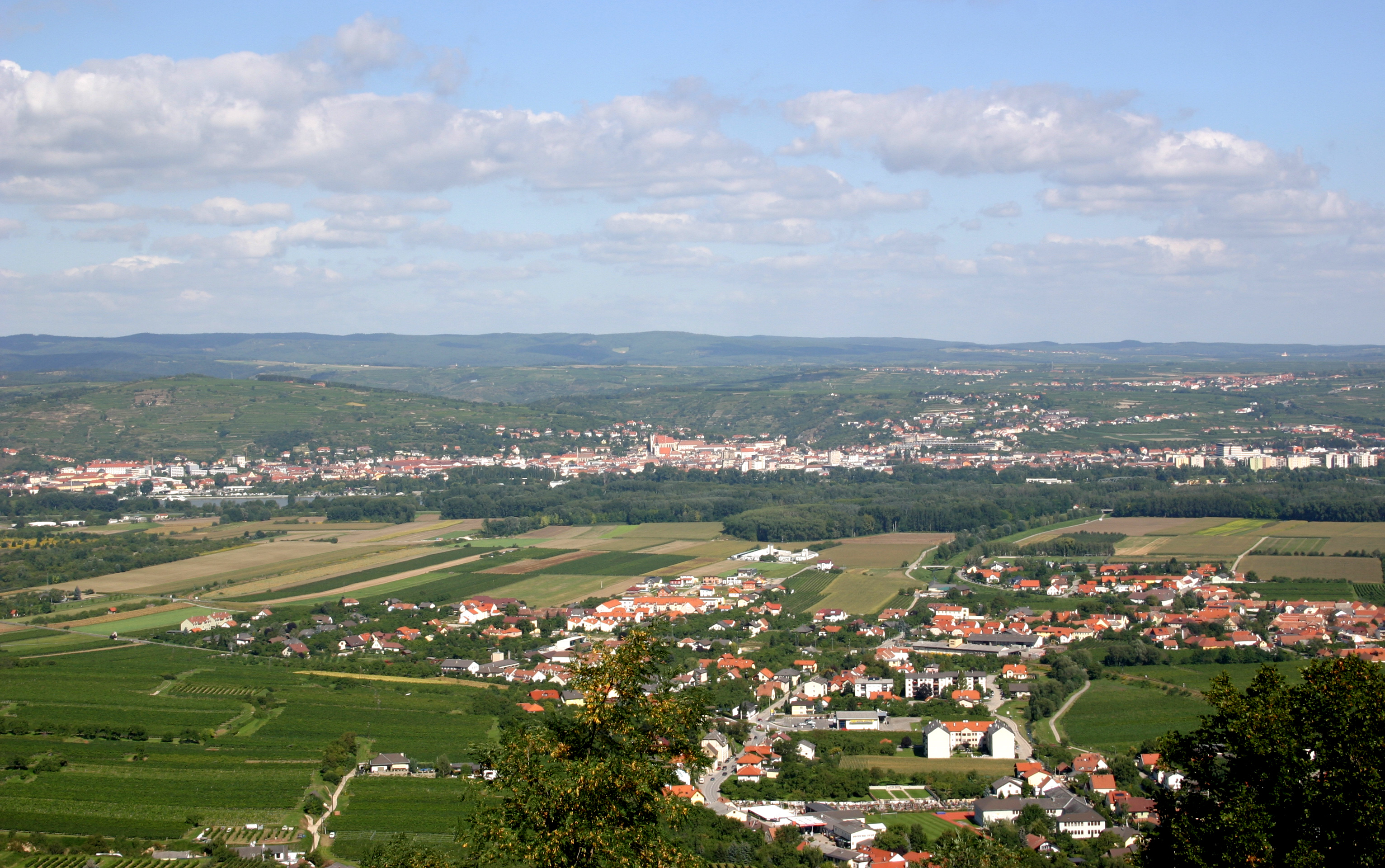
Krems
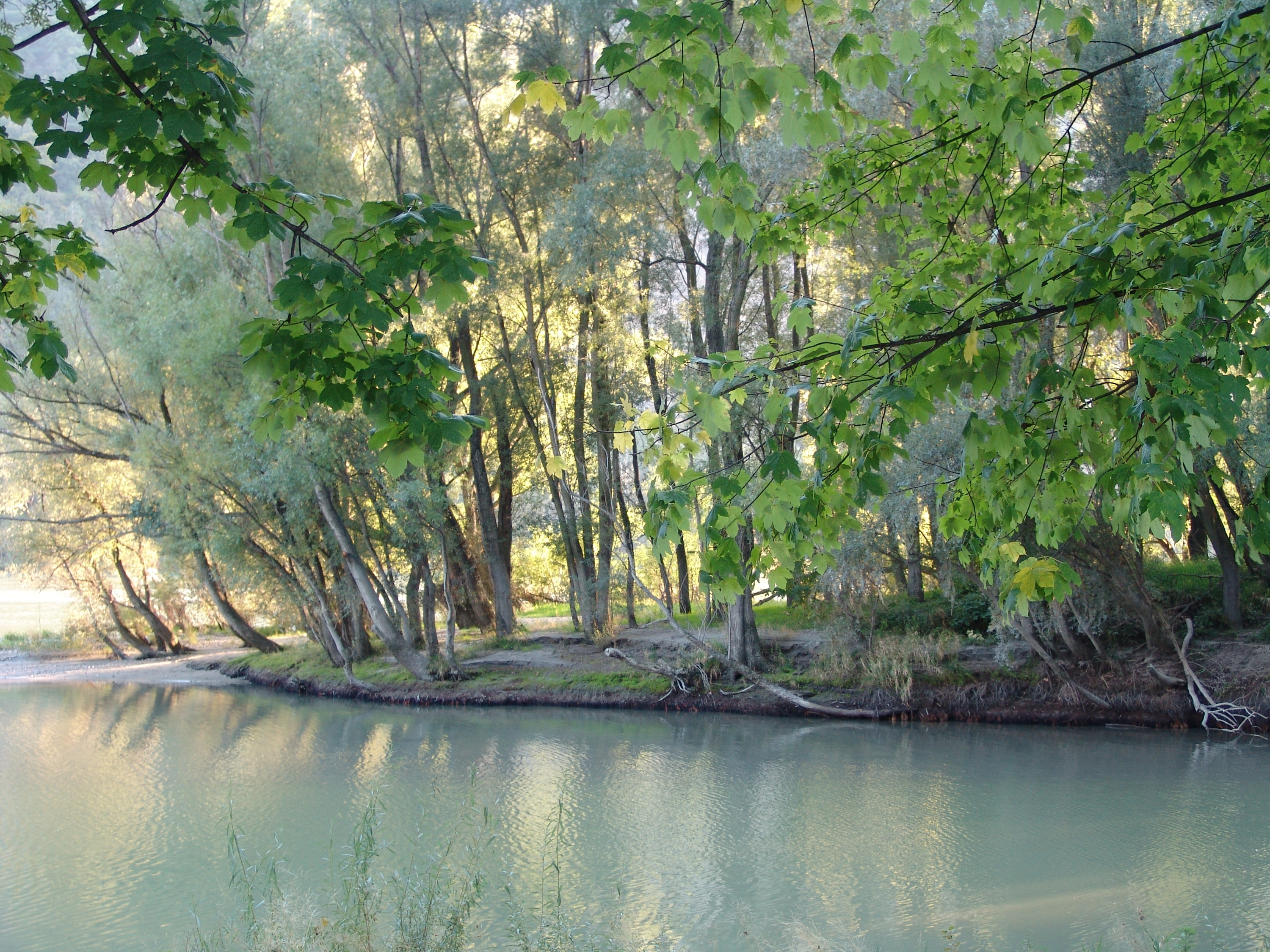
Dunărea la Dürnstein
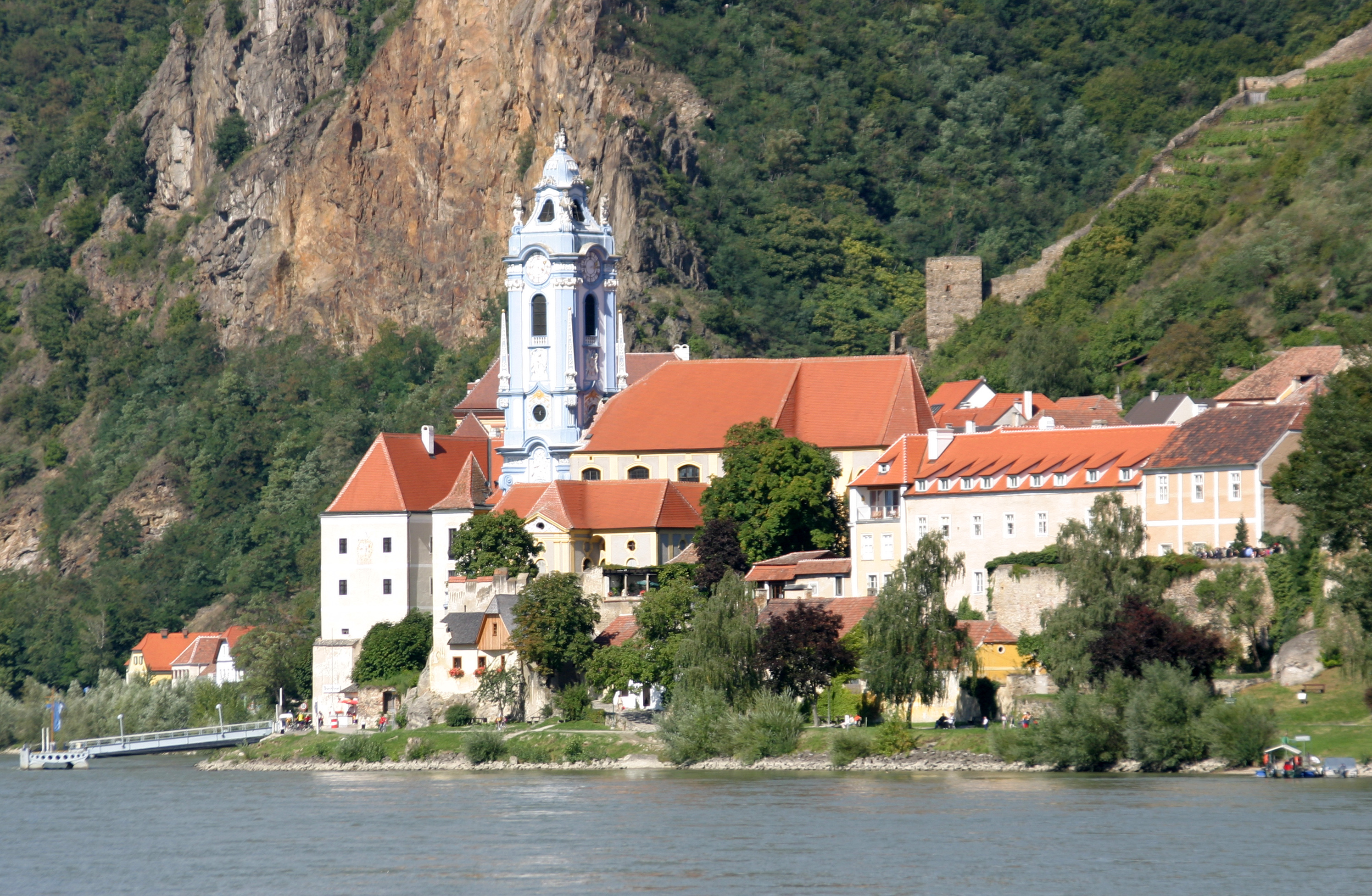
Dürnstein
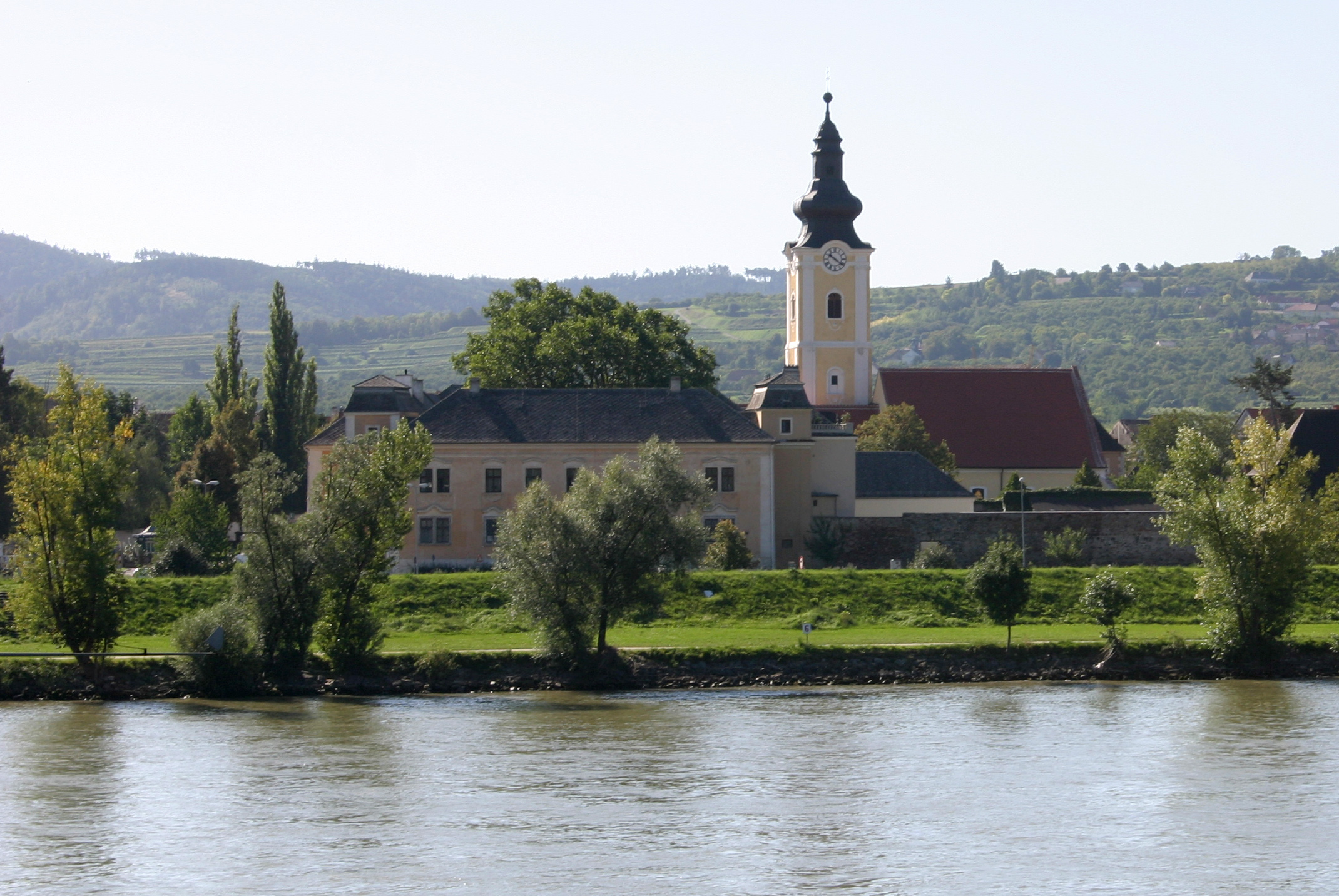
Mautern
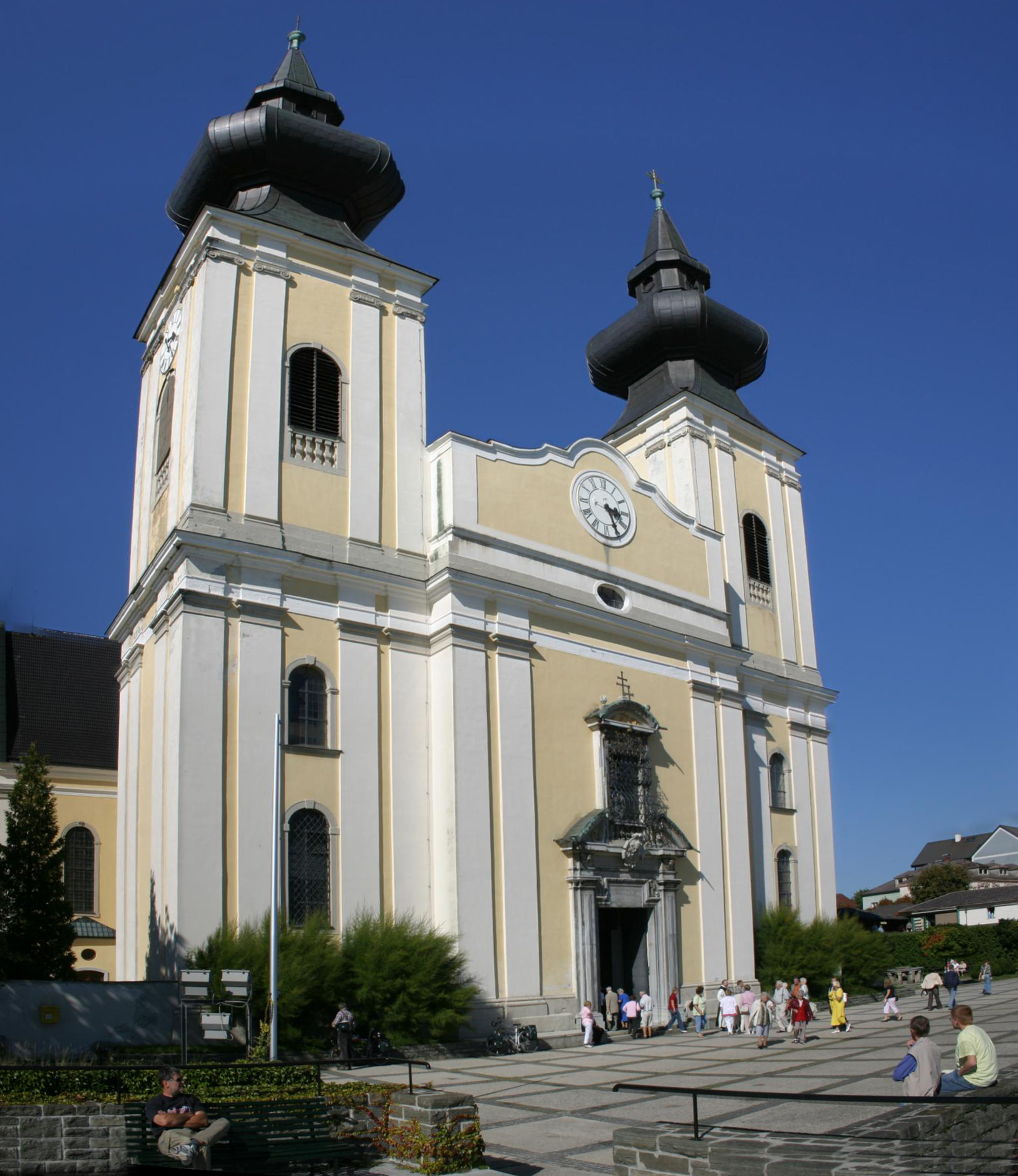
Maria Taferl
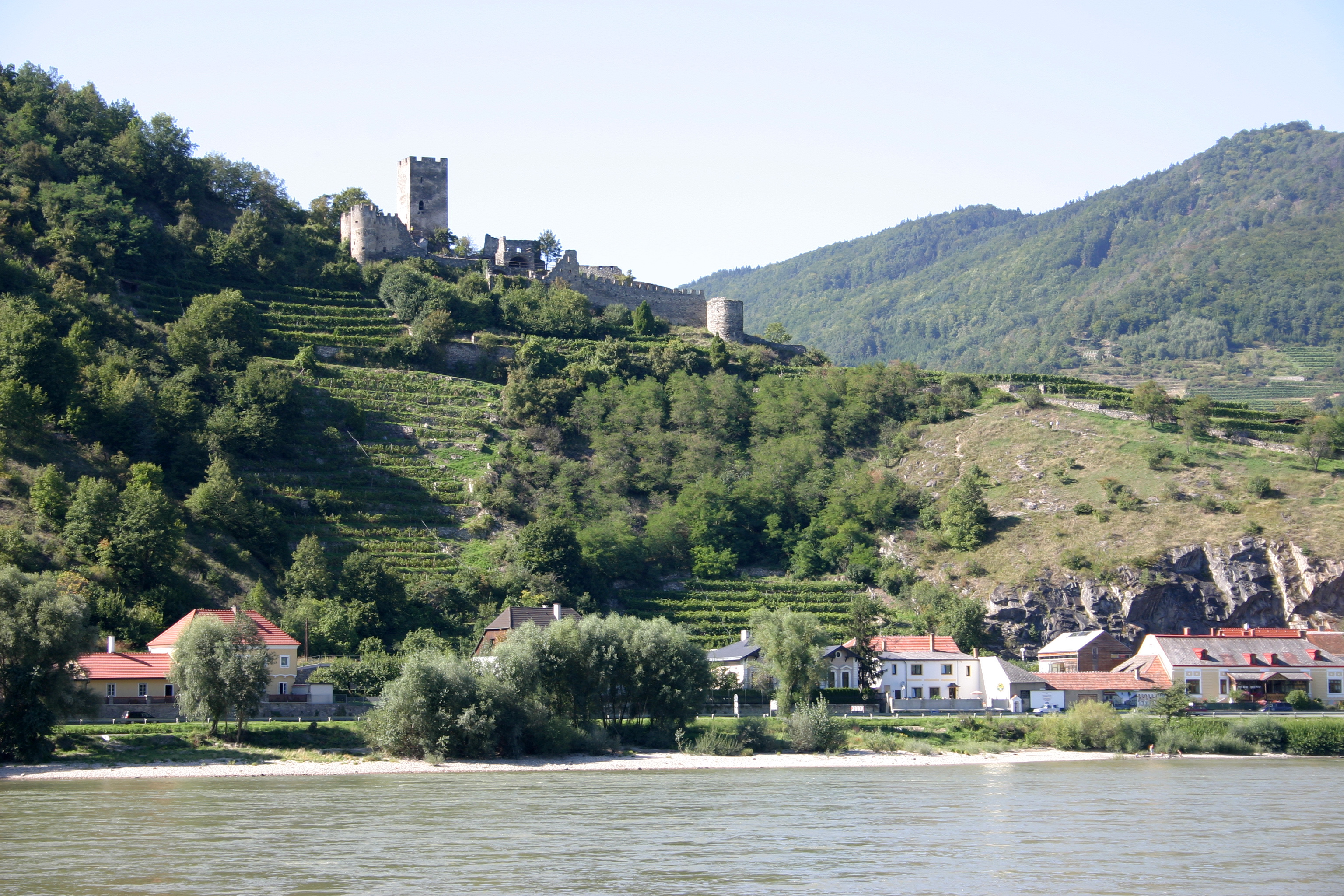
Spitz
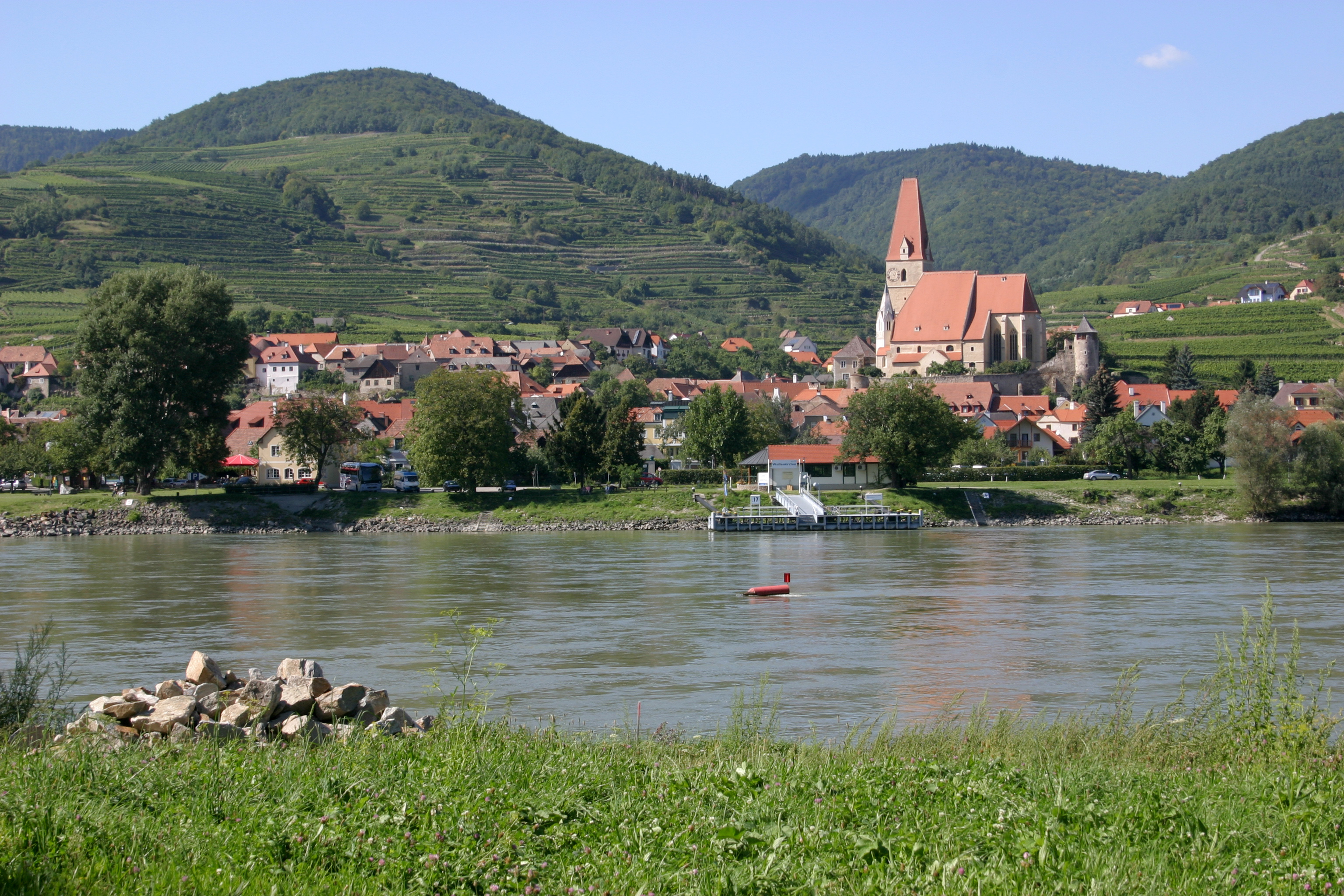
Weissenkirchen
- Wachau (2008)